# Кваліфікаційно-дисциплінарна комісія прокурорів
Кваліфікаційно-дисциплінарна комісія прокурорів (КДКП) — колегіальний орган, який відповідно до повноважень, передбачених Законом України «Про прокуратуру», визначає рівень фахової підготовки осіб, які виявили намір зайняти посаду прокурора, та вирішує питання щодо дисциплінарної відповідальності, переведення та звільнення прокурорів з посади. Кваліфікаційно-дисциплінарна комісія прокурорів є юридичною особою, має печатку із зображенням Державного Герба України та своїм найменуванням, самостійний баланс та рахунки в органах Державного казначейства України.

## Повноваження
1) веде облік даних про кількість посад прокурорів, у тому числі вакантних та тимчасово вакантних;
2) проводить добір кандидатів на посаду прокурора в установленому Законом України «Про прокуратуру» порядку;
3) бере участь у переведенні прокурорів;
4) розглядає дисциплінарні скарги про вчинення прокурором дисциплінарного проступку та здійснює дисциплінарне провадження;
5) за результатами дисциплінарного провадження і за наявності підстав, передбачених Законом України «Про прокуратуру», приймає рішення про накладення на прокурора Генеральної прокуратури України, регіональної та місцевої прокуратури дисциплінарного стягнення або рішення про неможливість подальшого перебування особи на посаді прокурора;
6) здійснює інші повноваження, передбачені законом.

## Склад
До складу Кваліфікаційно-дисциплінарної комісії прокурорів входять одинадцять членів, які є громадянами України, мають вищу юридичну освіту та стаж роботи в галузі права не менше десяти років, з яких:
1) п'ять прокурорів призначає всеукраїнська конференція прокурорів;
2) дві особи (вчених) призначає з'їзд представників юридичних вищих навчальних закладів та наукових установ;
3) одну особу (адвоката) призначає з'їзд адвокатів України;
4) три особи призначає Уповноважений Верховної Ради України з прав людини за погодженням з комітетом Верховної Ради України, до предмету відання якого належить організація та діяльність органів прокуратури.
Строк повноважень члена Кваліфікаційно-дисциплінарної комісії прокурорів становить три роки. Одна і та ж сама особа не може здійснювати повноваження члена комісії два строки підряд.

## Контакти
Кваліфікаційно-дисциплінарна комісія прокурорів знаходиться за адресою: 04050, м. Київ, вул. Мельникова, 81-б.